# Nibelung
Nibelung var i germansk mytologi kung över dvärgarna, härstammandes från sagoätten Nibelungar och ägare av en väldig skatt han döpt efter sig själv – Nibelungen – främst skildrad i det medelhögtyska hjälteeposet Nibelungenlied från 1200-talet. Hans skatt bevakades av dvärgen Alberich (Andvare i nordisk mytologi), vilken senare stals av Oden, Höner och Loke för att ges som skadestånd till en man vid namn Reidmar, som sin tur fick den stulen av sin son Fafner och slutligen stulen av Siegfried (Sigurd Fafnesbane i nordisk mytologi) när han var på uppdrag att stjäla den till Reidmars andra son Regin. Skatten innehöll en magisk ring, Nibelungens ring, som gav olycka till den som stal den, varav Reidmar, Fafner, Regin och Siegfried blir mördade med ringen i sin ägo.